# James Otto
James Allen Otto (* 29. Juli 1973 in Fort Lewis, Washington) ist ein US-amerikanischer Countrysänger und Songwriter.

## Leben und Wirken
Ottos erster Anlauf ins Musikgeschäft verlief nicht so erfolgreich wie erhofft. Beim Label Mercury Nashville erschien 2002 die Debütsingle The Ball, die in den US-Countrycharts auf Platz 45 landete. Doch die zweite Single Long Way Down floppte. Zwar konnte er mit zwei weiteren Singles sowie dem Debütalbum Days of Our Lives (2004) noch im Mittelfeld der jeweiligen Countrycharts Fuß fassen, doch dem Label war das zu wenig und man trennte sich von dem Sänger und Songwriter.
Der Neubeginn 2007 bei Warner hatte dagegen durchschlagenden Erfolg. Mit der Single Just Got Started Lovin’ You hatte James Otto nicht nur einen Nummer-1-Hit in den Country-Charts, auch in den offiziellen Charts konnte sich das Lied für einen Country-Titel auf Platz 27 sehr gut platzieren. Davon profitierte auch das Album Sunset Man, das in den Verkaufscharts bis auf Platz 3 vorstieß.
Mit seinem zweiten Warner-Album Shake What God Gave Ya konnte er jedoch nicht daran anknüpfen. Mit Platz 10 in den Country-Albumcharts und drei Top-40-Songs blieb er 2010 deutlich hinter den Vorgängererfolgen zurück.

## Diskografie
Alben
- Days of Our Lives (2004)
- Sunset Man (2008)
- Shake What God Gave Ya (2010)

Lieder
- The Ball (2002)
- Long Way Down (2003)
- Days of Our Lives (2003)
- Sunday Morning and Saturday Night (2004)
- Just Got Started Lovin’ You (2007)
- For You (2008)
- Groovie Little Summer Song (2010)
- Soldiers & Jesus (2011)